# Miami Marlins
Miami Marlins är en professionell basebollklubb i Miami i Florida i USA som spelar i National League, en av de två ligorna i Major League Baseball (MLB). Klubbens hemmaarena är Loandepot Park.

## Historia
Klubben grundades 1993 under namnet Florida Marlins när National League utökades med två nya klubbar (den andra var Colorado Rockies). Klubbens första ägare var entreprenören Wayne Huizenga.
Klubben vann World Series redan 1997, under femte säsongen. Detta var ett nytt rekord för nya klubbar i MLB, ett rekord som sedan slogs av Arizona Diamondbacks som vann World Series under sin fjärde säsong 2001. Marlins vann även World Series 2003. Vid sina två World Series-vinster kom Marlins båda gångerna med till slutspelet som så kallad wild card-klubb, det vill säga man var bästa tvåa i ligan. Klubben har däremot aldrig vunnit sin division.
Inför säsongen 2012 bytte klubben namn till Miami Marlins och bytte samtidigt logotyper och dräkter.
I september 2017 såldes klubben till en grupp investerare ledd av affärsmannen Bruce Sherman. I gruppen ingick även den före detta storspelaren Derek Jeter. Jeter sålde dock sin andel i början av 2022.

## Hemmaarena
Hemmaarena är Loandepot Park, tidigare kallad Marlins Park, invigd 2012. För att få ekonomisk hjälp från de lokala myndigheterna med att bygga arenan gick klubben med på att byta namn från Florida Marlins till Miami Marlins. Tidigare spelade klubben i Sun Life Stadium, som man delade med klubben i amerikansk fotboll Miami Dolphins i National Football League (NFL).

## Spelartrupp

### Aktiva
| Nr | Land                    | Pos | Namn              |
| -- | ----------------------- | --- | ----------------- |
| 22 | Dominikanska republiken | P   | Sandy Alcántara   |
| 27 | Dominikanska republiken | P   | Edward Cabrera    |
| 35 | Israel                  | P   | Richard Bleier    |
| 36 | USA                     | P   | Dylan Floro       |
| 43 | USA                     | P   | Jeff Brigham      |
| 44 | Peru                    | P   | Jesús Luzardo     |
| 48 | USA                     | P   | Steven Okert      |
| 49 | Venezuela               | P   | Pablo López       |
| 55 | USA                     | P   | Anthony Bender    |
| 57 | Venezuela               | P   | Elieser Hernández |
| 60 | USA                     | P   | Braxton Garrett   |
| 66 | USA                     | P   | Tanner Scott      |
| 81 | Dominikanska republiken | P   | Huascar Brazobán  |

| Nr | Land                    | Pos | Namn             |
| -- | ----------------------- | --- | ---------------- |
| 54 | USA                     | C   | Nick Fortes      |
| 58 | USA                     | C   | Jacob Stallings  |
| 6  | USA                     | INF | Billy Hamilton   |
| 11 | Venezuela               | INF | Miguel Rojas     |
| 18 | USA                     | INF | Joey Wendle      |
| 26 | USA                     | INF | Garrett Cooper   |
| 34 | Dominikanska republiken | INF | Lewin Díaz       |
| 46 | USA                     | INF | Luke Williams    |
| 83 | Kanada                  | INF | Charles Leblanc  |
| 99 | Venezuela               | INF | Jesús Aguilar    |
| 14 | Dominikanska republiken | OF  | Bryan De La Cruz |
| 67 | USA                     | OF  | JJ Bleday        |
| 86 | USA                     | OF  | Peyton Burdick   |

### Skadade
| Nr | Land | Pos | Namn            |
| -- | ---- | --- | --------------- |
| 20 | USA  | P   | Daniel Castano  |
| 23 | USA  | P   | Max Meyer       |
| 25 | USA  | P   | Jordan Holloway |
| 28 | USA  | P   | Trevor Rogers   |
| 31 | USA  | P   | Cole Sulser     |
| 50 | USA  | P   | Sean Guenther   |
| 51 | USA  | P   | Tommy Nance     |

| Nr | Land           | Pos | Namn             |
| -- | -------------- | --- | ---------------- |
| 53 | USA            | P   | Paul Campbell    |
| 72 | USA            | P   | Cody Poteet      |
| 2  | Storbritannien | INF | Jazz Chisholm Jr |
| 5  | USA            | INF | Jon Berti        |
| 15 | USA            | INF | Brian Anderson   |
| 12 | Kuba           | OF  | Jorge Soler      |
| 24 | Venezuela      | OF  | Avisaíl García   |

## Fotogalleri

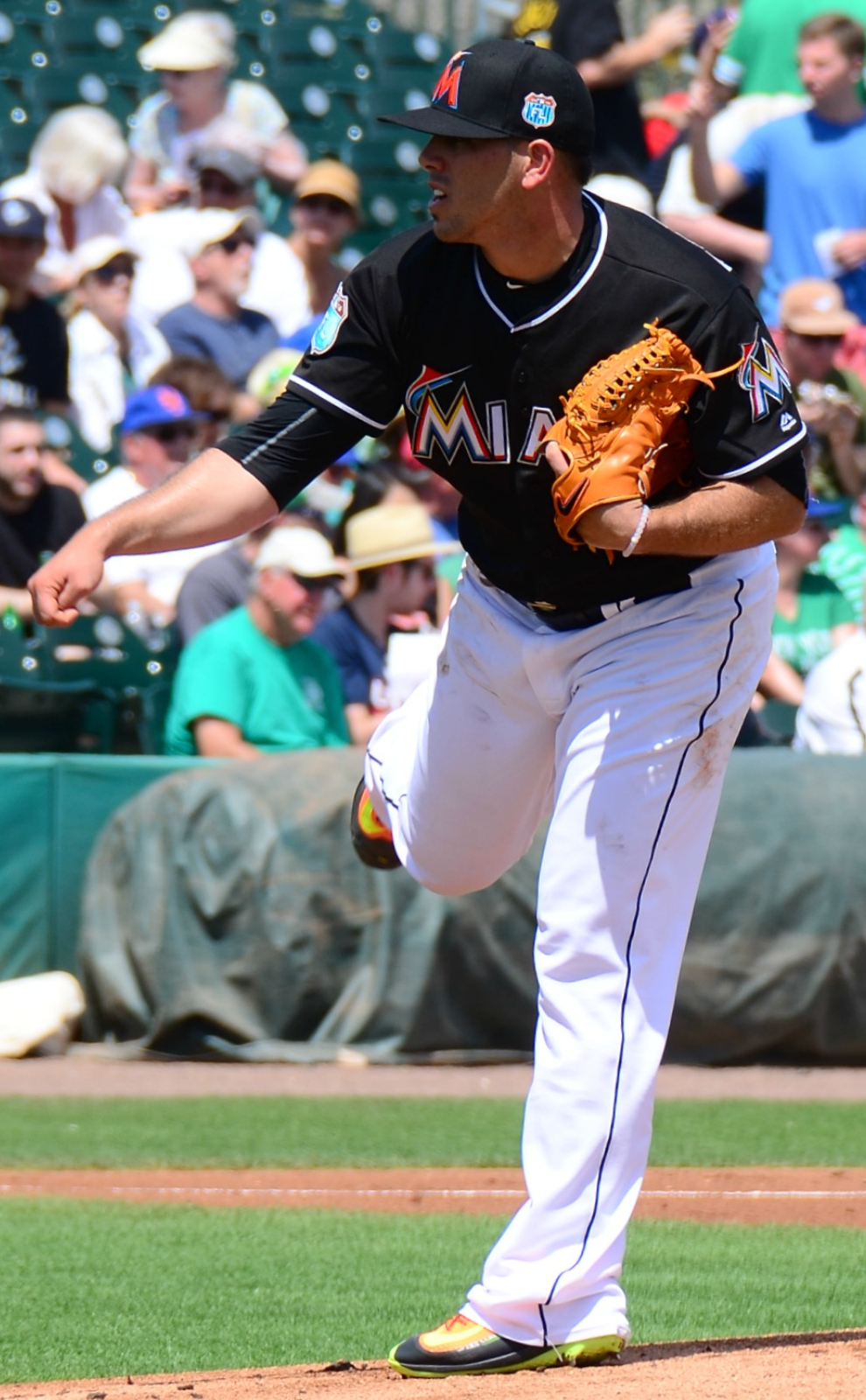
José Fernández.
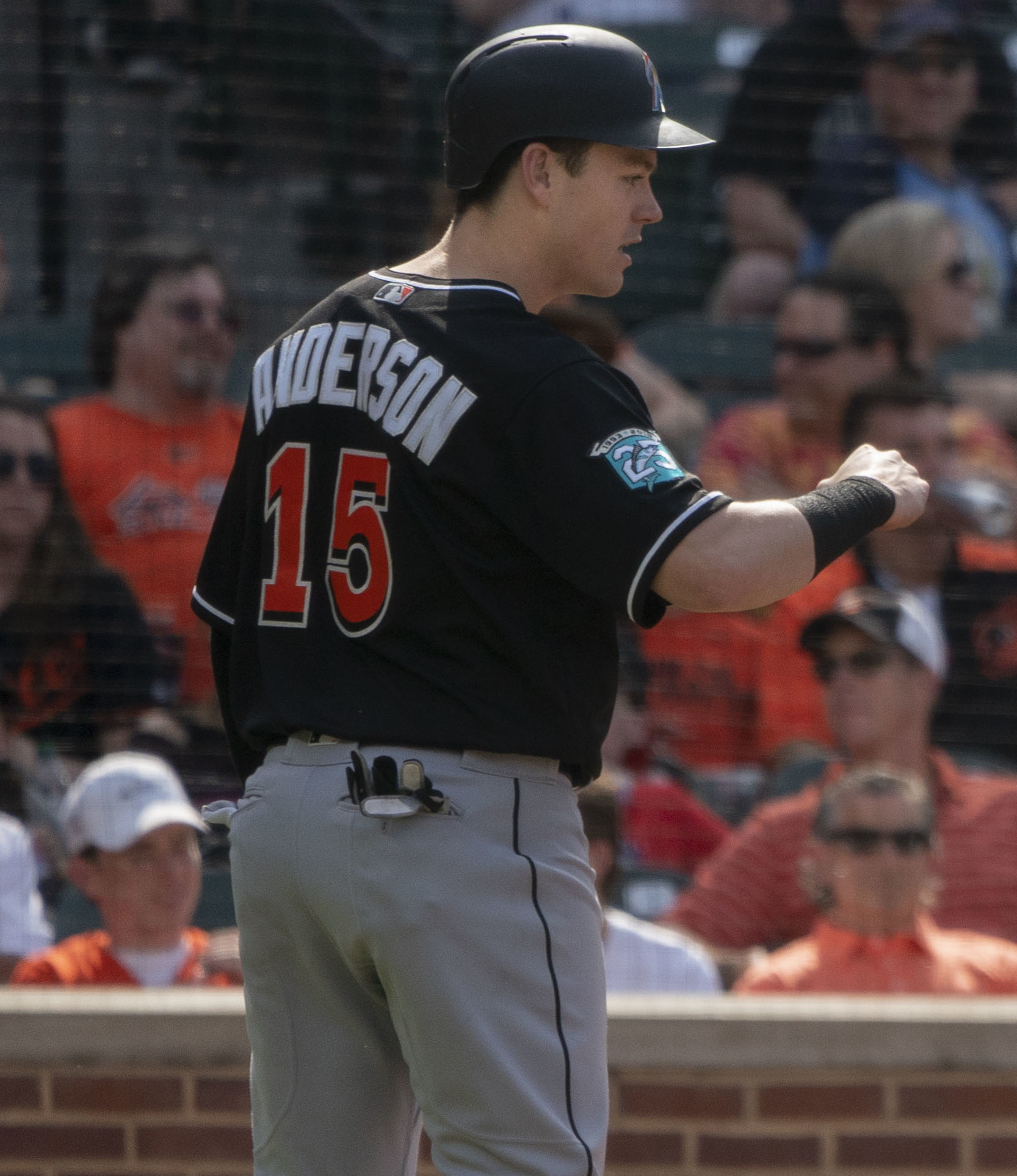
Brian Anderson.
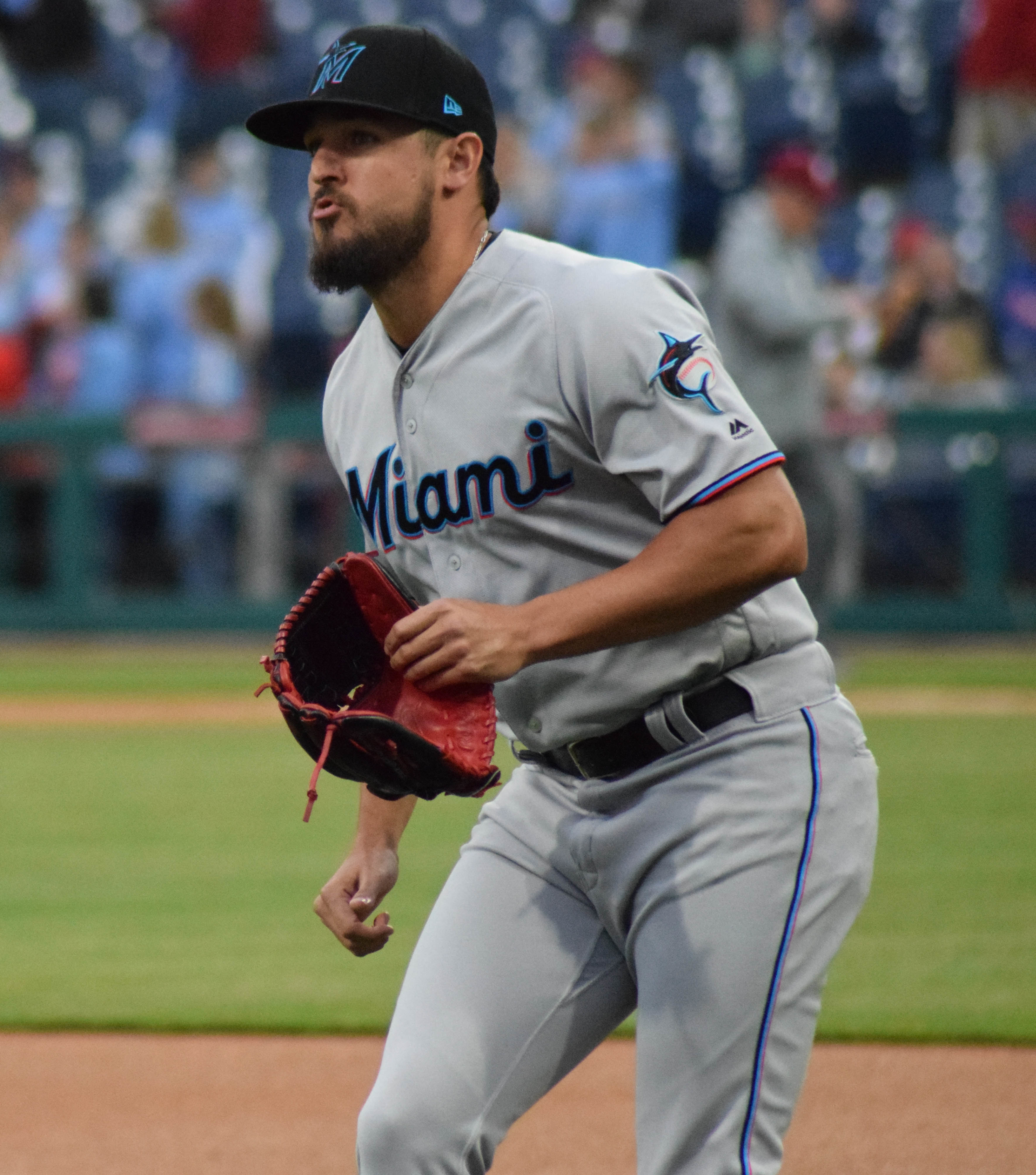
Caleb Smith.